# Altdorf (Niederbayern)

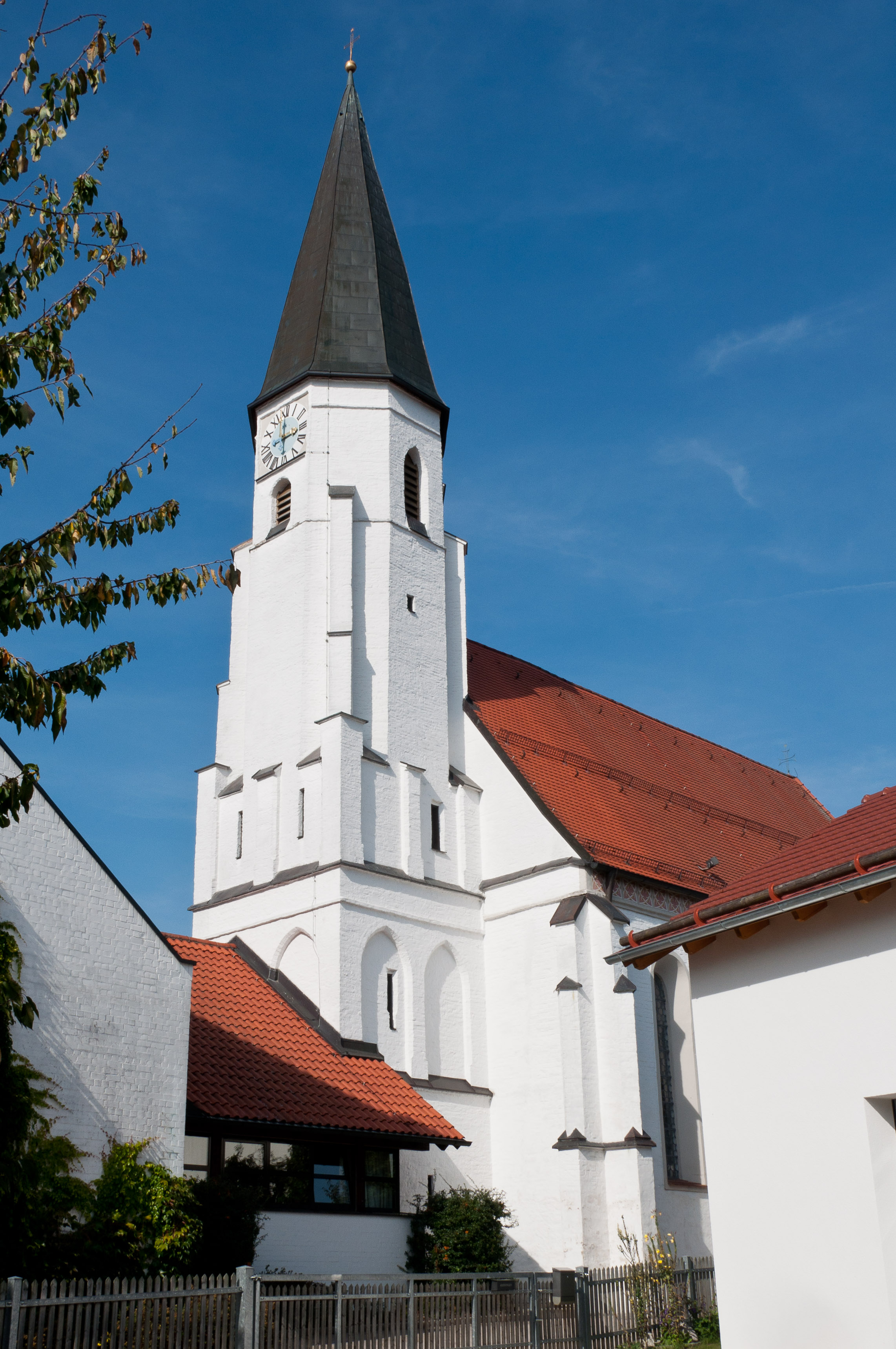
Altdorf (Niederbayern)

Altdorf (Niederbayern) este o comună-târg din districtul Landshut, regiunea administrativă Bavaria Inferioară, landul Bavaria, Germania.